# Boyan Slat

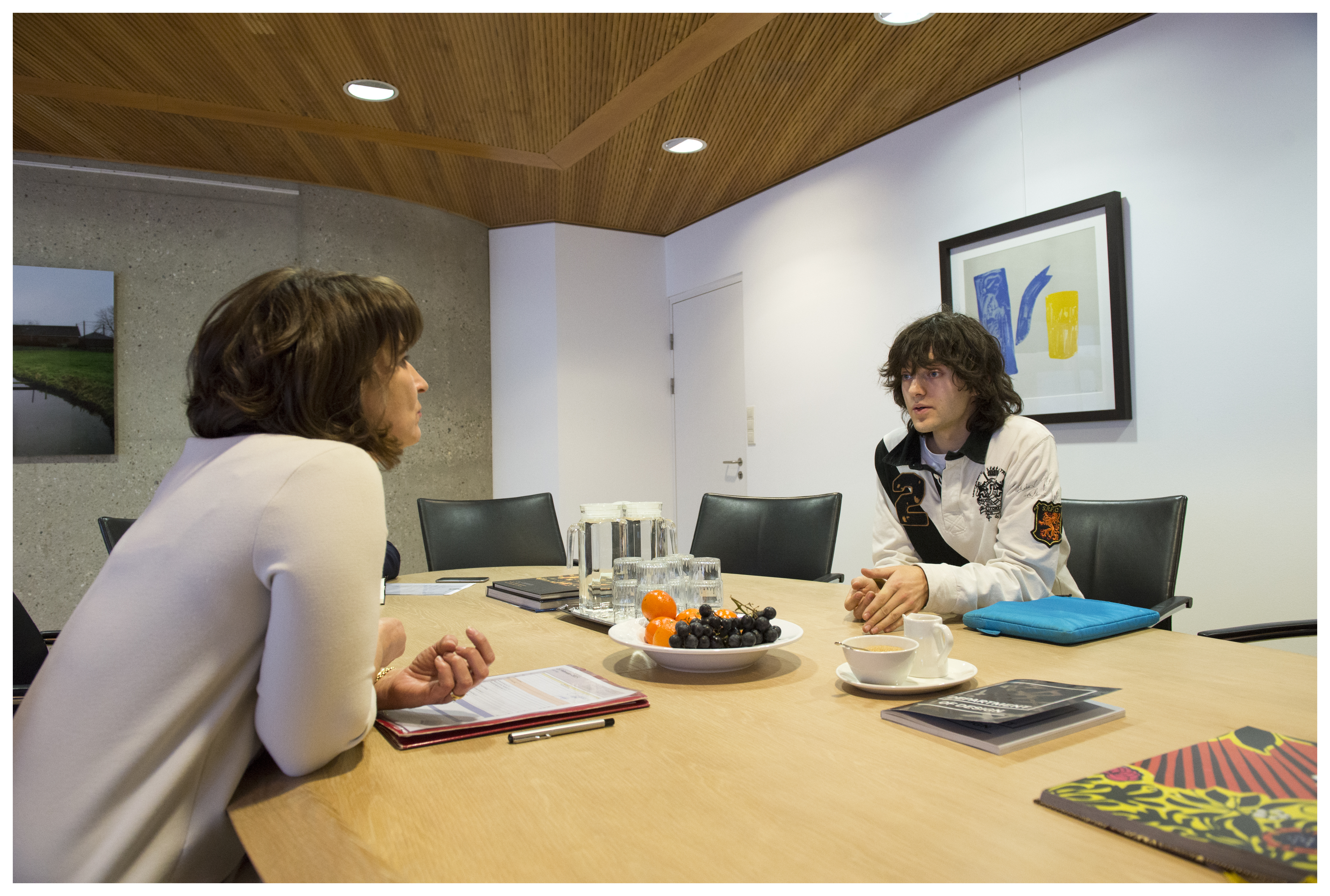
Slat met minister voor Buitenlandse Handel en Ontwikkelingssamenwerking Lilianne Ploumen (2015)

Boyan Slat (Delft, 27 juli 1994) is een Nederlandse uitvinder en ondernemer. Hij is oprichter en bestuursvoorzitter van de Stichting The Ocean Cleanup. Hij heeft een Kroatische vader en een Nederlandse moeder.

## Biografie
Op 19 juni 2009 vestigde Slat, toen nog middelbaar scholier, een wereldrecord door het tegelijk afschieten van 213 waterraketten. De inspiratie voor The Ocean Cleanup komt van een profielwerkstuk van Slat op het vwo. Nadat Slat tijdens duiken in de zee in Griekenland geschrokken was van de hoeveelheid plastic in het water, begon hij met het ontwikkelen van een installatie om het drijvende kunststofafval op te vangen door gebruik te maken van de natuurlijke stroming in de zee. Zijn schoolproject, dat hij op het Grotius College in Delft heeft gedaan, won in 2012 een prijs van de Technische Universiteit Delft.
In 2012 begon Slat aan een studie Lucht- en Ruimtevaarttechniek aan de TU Delft, maar hij bleef tegelijkertijd zijn ontwerp verbeteren en richtte The Ocean Cleanup op. Een TEDx-presentatie die hij over het project hield ging eind maart 2013 viraal op internet. Het jaar daarop bracht een inzamelingsactie $2,2 miljoen op voor een test, met 38.000 donateurs uit 160 landen.

### The Ocean Cleanup
Sinds de oprichting van de stichting heeft het project meer dan $30 miljoen verzameld voor zijn werkzaamheden om de zogenaamde plasticsoep uit de oceanen op te ruimen. Boyan Slat is CEO en oprichter. In 2016 besloot de Nederlandse overheid het initiatief van Slat te ondersteunen. In juni 2017 was Slat een van de deelnemers van de 66e Bilderbergconferentie in het Westfields Marriotthotel in de Amerikaanse plaats Chantilly (Virginia).

## Prijzen
- 2014 - Champions of the Earth-prijs van het VN-Milieuprogramma (UNEP)[10]
- 2015 - Issue Award[11][12]
- 2015 - Maritime Young Entrepreneur Award[13]
- 2015 - INDEX: Award[14]
- 2016 - Europeaan van het jaar door Reader's Digest[15]
- 2016 - Katerva award[16]
- 2017 - Heyerdahl Award[17]
- 2017 - Nederlander van het Jaar door Elsevier [18]